# Ihor Kril (ur. 1974)
Ihor Iwanowycz Kril, ukr. Ігор Іванович Кріль (ur. 11 października 1974 w obwodzie iwanofrankowskim) – ukraiński piłkarz, grający na pozycji obrońcy.

## Kariera piłkarska

### Kariera klubowa
27 marca 1993 rozpoczął karierę piłkarską w Prykarpattia Iwano-Frankowsk. Latem 1993 został wypożyczony do Chutrowyka Tyśmienica. Latem 1994 przeszedł do CSK WSU Kijów, który potem zmienił nazwę na CSKA Kijów. Podczas przerwy zimowej sezonu 1994/95 przeniósł się do Skały Stryj. Na początku 1996 powrócił do Chutrowyka Tyśmienica, a latem wyjechał do Łotwy, gdzie bronił barw pierwszoligowego Universitate Ryga. Po półtora roku powrócił do domu i potem ponownie grał w Prykarpattia Iwano-Frankowsk. Również występował w farm klubach FK Tyśmienica i Enerhetyk Bursztyn. Latem 2002 przeszedł do Zirki Kirowohrad, a na początku 2004 przeniósł się do Polissia Żytomierz. Latem 2004 został zaproszony do nowo utworzonego klubu Fakeł Iwano-Frankowsk, po czym zakończył karierę piłkarską w roku 2005. Potem grał w amatorskich zespołach, m.in. Cementnyk Jamnica.

## Sukcesy i odznaczenia

### Sukcesy piłkarskie
Prykarpattia Iwano-Frankiwsk
- mistrz Ukraińskiej Pierwszej Ligi: 1994

Universitate Ryga
- półfinalista Pucharu Łotwy: 1997